# Lincoln megye (Georgia)
Lincoln megye az Amerikai Egyesült Államokban, azon belül Georgia államban található. Megyeszékhelye és legnagyobb városa Lincolnton. Lakosainak száma 7690 fő (2020. április 1.). Lincoln megye Elbert, Columbia, McDuffie, McCormick és Wilkes megyékkel határos.

## Népesség
A megye népességének változása:
| Lakosok száma | 7991 | 7886 | 7770 | 7751 | 7673 | 7690 |
|               | 2010 | 2011 | 2012 | 2013 | 2015 | 2020 |